# Benito Juárez, Frontera Comalapa
Benito Juárez är en ort i Mexiko.   Den ligger i kommunen Frontera Comalapa och delstaten Chiapas, i den sydöstra delen av landet, 900 km sydost om huvudstaden Mexico City. Benito Juárez ligger 669 meter över havet och antalet invånare är 416.
Terrängen runt Benito Juárez är varierad. Runt Benito Juárez är det ganska tätbefolkat, med 100 invånare per kvadratkilometer. Närmaste större samhälle är Frontera Comalapa, 1,3 km väster om Benito Juárez. I omgivningarna runt Benito Juárez växer huvudsakligen savannskog.